# Magia (en juego)
Magia o mana es un atributo asignado a personajes  dentro  de juegos de rol  o videojuegos que indica su poder para usar magia (paranormal) habilidades especiales o "hechizos". La magia usualmente se mide en «puntos de magia» o «puntos de mana», abreviado como  «PM». Diferentes habilidades consumirán cantidades diferentes de PM. Cuando los PM de un personaje llega a cero, el personaje no podrá usar sus habilidades especiales hasta que algunos de sus PM sean recuperados.
Al igual que la salud en los juegos,la magia es posible que aparezca como un valor numérico, tal como "50/100". Ahí,el primer número  indica la cantidad actual de PM de un personaje, el segundo número indica los máximos PM del personaje. En los videojuegos,la magia también se puede mostrar visualmente, tal como con un indicador que se vacía cuando un personaje utiliza sus capacidades.

## Historia
La magia del sistema en  pluma-y-papel juegos de rol como calabozos & dragones se basa en gran medida de los patrones establecidos en las novelas del autorJack Vance. En este sistema , el personaje del jugador sólo puede memorizar un número fijo de hechizos de una lista de hechizos. Una vez que este hechizo se utiliza una vez, el personaje se olvida de él y se vuelve incapaz de usarla de nuevo.
"Mana" es una palabra que es de origen  Polinesio que significa algo en la línea de "poder sobrenatural". El concepto del maná fue introducido en Europa por el misionero Robert Henry Codrington en 1891 y fue popularizado por Mircea Eliade en los 1950s. La palabra se introdujo en los juegos de rol porcalabozos & Dragones En 1974 y se ha convertido en un elemento básico común tanto en los juegos de rol y de vídeo.

## Mecanismos
Debido a las habilidades y capacidades que en general no se pierden , un diseñador de juegos podría decidir limitar el uso de esa capacidad mediante la vinculación de su uso a los puntos de magia. De esta manera, después de usar una habilidad, el jugador está obligado a descansar o utilizar un elemento para reponer su carácter PM. Esto se hace para que haya equilibrio, para que cada habilidad no tenga una capacidad infinita de fundición con resultados iguales cada vez.
"Magia"puede estar sustituido con poderes psíquicos, poder espiritual, tecnología avanzada u otros conceptos que permitirían a un personaje  influir en el mundo que les rodea que no está disponible en la vida real. La magia se limita a menudo a una clase de caracteres, una  clase de personaje en específico, como un "mago" o "hechicero", mientras que otras clases de personajes tienen que confiar en el combate cuerpo a cuerpo o proyectiles físicos.
En los juegos de vídeo los PM a menudo pueden ser restaurados por el consumo de pociones mágicas o pueden regenerarse con el tiempo. Los efectos de estado son la modificación temporal de conjunto original de un personaje del juego de estadísticas. Un personaje puede lanzar un hechizo que inflige un efecto de estado positivo o negativo en otro personaje.

### En los juegos de rol
En ambos juegos de mesa y juegos de rol y los videojuegos de rol, la magia es la más utilizada habitualmente para emitir hechizos durante las batallas. Sin embargo, en los juegos de rol de mesa, a diferencia de los juegos de video, la magia tiene muchos usos fuera de situaciones de combate, tales como el uso de hechizos de amor y en Personaje no jugable "NPC" para obtener información.
Algunos juegos basan la fuerza y cantidad de la magia de un personaje en estadística (juegos de rol) como "sabiduría" o "inteligencia". Estas estadísticas se utilizan porque son fáciles de perder de vista y desarrollar en los juegos de rol de lápiz y papel.
Algunos juegos introducen un sistema de puntos separados por habilidad. Por ejemplo, en los juegos de Pokémon, cada habilidad de cada personaje que lucha tiene sus propias "Power Point" (PP). Si el PP de uno sola de sus habilidades se agotan, hay otro Pokémon específico que todavía tiene otras tres habilidades para elegir.

### En los juegos de dioses
En juegos de dioses, la alimentación del reproductor se suele llamar maná y crece junto con el número y la prosperidad de los adoradores del jugador. En este caso, el tamaño de la población influye en la cantidad máxima de maná, el jugador tiene  la velocidad a la que su maná se restablece cuando se está por debajo de ese máximo. El uso de "poderes divinos" consume maná, pero este tipo de acciones son necesarias para aumentar el número y la prosperidad de la población.